# Laguna Hills, Kalifornien
Laguna Hills är en stad (city) i Orange County, i delstaten Kalifornien, USA. Enligt United States Census Bureau har staden en folkmängd på 30 804 invånare (2011) och en landarea på 17,3 km².